# Englische Rugby-Union-Meisterschaft 2012/13
Die Saison 2012/13 von Premiership Rugby war die 26. Saison der obersten Spielklasse der englischen Rugby-Union-Meisterschaft. Aus Sponsoringgründen trug sie den Namen Aviva Premiership. Sie begann am 1. September 2012, umfasste 22 Spieltage (je eine Vor- und Rückrunde) und dauerte bis zum 4. Mai 2013. Anschließend qualifizierten sich die vier bestplatzierten Mannschaften für das Halbfinale, die Halbfinalsieger trafen am 25. Mai 2013 im Finale im Twickenham Stadium aufeinander. Den Meistertitel errangen zum zehnten Mal die Leicester Tigers, während London Welsh absteigen musste.

## Aviva Premiership

### Tabelle
M = Amtierender Meister

P: Promotion (Aufsteiger) aus der RFU Championship
|     | Team               | Spiele | Siege | Unent. | Ndlg. | Spiel- punkte | Diff. | Bonus- punkte | Tabellen- punkte |
| --- | ------------------ | ------ | ----- | ------ | ----- | ------------- | ----- | ------------- | ---------------- |
| 01. | Saracens           | 22     | 17    | 1      | 4     | 533:339       | + 194 | 7             | 77               |
| 02. | Leicester Tigers   | 22     | 15    | 1      | 6     | 538:345       | + 193 | 12            | 74               |
| 03. | Harlequins (M)     | 22     | 15    | 0      | 7     | 560:453       | + 107 | 9             | 69               |
| 04. | Northampton Saints | 22     | 14    | 0      | 8     | 501:433       | + 68  | 9             | 65               |
| 05. | Gloucester RFC     | 22     | 12    | 1      | 9     | 515:481       | + 34  | 10            | 60               |
| 06. | Exeter Chiefs      | 22     | 12    | 1      | 9     | 542:446       | + 96  | 9             | 59               |
| 07. | Bath Rugby         | 22     | 10    | 1      | 11    | 452:434       | + 18  | 11            | 53               |
| 08. | London Wasps       | 22     | 9     | 0      | 13    | 511:528       | − 17  | 12            | 48               |
| 09. | London Irish       | 22     | 7     | 1      | 14    | 459:601       | − 142 | 5             | 35               |
| 10. | Sale Sharks        | 22     | 7     | 1      | 14    | 377:596       | − 219 | 5             | 35               |
| 11. | Worcester Warriors | 22     | 5     | 1      | 16    | 422:547       | − 125 | 11            | 33               |
| 12. | London Welsh (P)   | 22     | 5     | 0      | 17    | 412:619       | − 207 | 8             | 23 1             |

1 London Welsh erhielt fünf Punkte Abzug wegen des Einsatzes eines nicht regelkonform lizenzierten Spielers.
Die Punkte wurden wie folgt verteilt:
- 4 Punkte bei einem Sieg
- 2 Punkte bei einem Unentschieden
- 0 Punkte bei einer Niederlage (vor möglichen Bonuspunkten)
- 1 Bonuspunkt für vier oder mehr Versuche, unabhängig vom Endstand
- 1 Bonuspunkt bei einer Niederlage mit sieben oder weniger Punkten Unterschied

### Playoff
Halbfinale
| 11. Mai 2013 15:00 WESZ | Leicester Tigers | 33 : 16        | Harlequins                                                                                | Welford Road Stadium, Leicester Zuschauer: 20.243 Schiedsrichter: Greg Garner |
| 11. Mai 2013 15:00 WESZ | Versuche: Goneva 40. erh. Morris 61. erh. Croft 65. n.erh. Tait 71. n.erh. Erhöhungen: Flood (2/4) Straftritte: Flood (3/3) 3., 34., 58. | (13:9) Bericht | Versuche: Chisholm 76. erh. Erhöhungen: Evans (1/1) Straftritte: Evans (3/3) 5., 12., 31. | Welford Road Stadium, Leicester Zuschauer: 20.243 Schiedsrichter: Greg Garner |

| 12. Mai 2013 15:00 WESZ | Saracens                                                                                | 13 : 27        | Northampton Saints | Barnet Copthall, London Zuschauer: 9.998 Schiedsrichter: JP Doyle |
| 12. Mai 2013 15:00 WESZ | Versuche: Taylor 64. erh. Erhöhungen: Farrell (1/1) Straftritte: Farrell (2/2) 50., 54. | (0:17) Bericht | Versuche: Mujati 20. erh. Elliott 22. erh. van Velze 58. erh. Erhöhungen: Myler (3/3) Straftritte: Myler (2/2) 26., 72. | Barnet Copthall, London Zuschauer: 9.998 Schiedsrichter: JP Doyle |

Finale
| 25. Mai 2013 15:00 WESZ | Leicester Tigers | 37 : 17        | Northampton Saints                                                                   | Twickenham Stadium, London Zuschauer: 81.703 Schiedsrichter: Wayne Barnes |
| 25. Mai 2013 15:00 WESZ | Versuche: Morris 7. erh. Kitchener 47. n.erh. Tuilagi 65. n.erh. Goneva 73. n.erh. Erhöhungen: Flood (1/1) Straftritte: Flood (1/1) 4. Ford (4/4) 31., 40., 55., 80. | (16:5) Bericht | Versuche: Myler 14. n.erh. Foden 43. n.erh. Dickson 56. erh. Erhöhungen: Myler (1/3) | Twickenham Stadium, London Zuschauer: 81.703 Schiedsrichter: Wayne Barnes |

| 15                 | Mathew Tait           |     |
| 14                 | Niall Morris          |     |
| 13                 | Manu Tuilagi          |     |
| 12                 | Anthony Allen         |     |
| 11                 | Niki Goneva           | 74. |
| 10                 | Toby Flood            | 23. |
| 09                 | Ben Youngs            | 74. |
| 08                 | Jordan Crane          | 72. |
| 07                 | Julian Salvi          |     |
| 06                 | Tom Croft             |     |
| 05                 | Geoff Parling         |     |
| 04                 | Graham Kitchener      | 55. |
| 03                 | Dan Cole              | 67. |
| 02                 | Tom Youngs            | 67. |
| 01                 | Logovi’i Mulipola     | 74. |
| Auswechselspieler: |                       |     |
| 16                 | Rob Hawkins           | 67. |
| 17                 | Fraser Balmain        | 74. |
| 18                 | Martin Castrogiovanni | 67. |
| 19                 | Ed Slater             | 55. |
| 20                 | Steve Mafi            | 72. |
| 21                 | Sam Harrison          | 74. |
| 22                 | George Ford           | 23. |
| 23                 | Matt Smith            | 74. |

| 15                 | Ben Foden            | 67. |
| 14                 | Ken Pisi             |     |
| 13                 | James Wilson         |     |
| 12                 | Luther Burrell       |     |
| 11                 | Jamie Elliott        | 40. |
| 10                 | Stephen Myler        | 67. |
| 09                 | Lee Dickson          | 67. |
| 08                 | Samu Manoa           |     |
| 07                 | Tom Wood             |     |
| 06                 | Phil Dowson          | 67. |
| 05                 | Christian Day        | 60. |
| 04                 | Courtney Lawes       |     |
| 03                 | Brian Mujati         | 56. |
| 02                 | Dylan Hartley        | 40′ |
| 01                 | Soane Tongaʻuiha     | 55. |
| Auswechselspieler: |                      |     |
| 16                 | Mike Haywood         | 40. |
| 17                 | Alex Waller          | 55. |
| 18                 | Tom Mercey           | 56. |
| 19                 | Ben Nutley           | 67. |
| 20                 | Gerrit-Jan van Velze | 60. |
| 21                 | Martin Roberts       | 67. |
| 22                 | Ryan Lamb            | 67. |
| 23                 | George Pisi          | 67. |

## RFU Championship
Die Saison der zweiten Liga, der RFU Championship, umfasste 22 Spieltage (je eine Vor- und Rückrunde). Während die am schlechtesten klassierte Mannschaft direkt in die dritte Liga abstieg, tragen die vier Bestplatzierten ein Playoff mit zweiteiligen Halbfinale und Finale aus. Der Finalsieger steigt in die Premiership auf.

### Tabelle
P: Promotion (Aufsteiger) aus der National Division One

R: Relegation (Absteiger) aus der Premiership
|     | Team                  | Spiele | Siege | Unent. | Ndlg. | Spiel- punkte | Diff. | Bonus- punkte | Tabellen- punkte |
| --- | --------------------- | ------ | ----- | ------ | ----- | ------------- | ----- | ------------- | ---------------- |
| 01. | Newcastle Falcons (R) | 22     | 21    | 0      | 1     | 677:252       | + 425 | 14            | 98               |
| 02. | Nottingham RFC        | 22     | 15    | 0      | 7     | 624:409       | + 215 | 14            | 74               |
| 03. | Bedford Blues         | 22     | 14    | 1      | 7     | 664:485       | + 179 | 13            | 71               |
| 04. | Leeds Carnegie        | 22     | 13    | 0      | 9     | 585:480       | + 105 | 15            | 67               |
| 05. | Bristol Rugby         | 22     | 14    | 0      | 8     | 524:481       | + 43  | 9             | 65               |
| 06. | Cornish Pirates       | 22     | 10    | 2      | 10    | 435:480       | − 45  | 8             | 52               |
| 07. | Rotherham RUFC        | 22     | 10    | 1      | 11    | 503:569       | − 66  | 9             | 51               |
| 08. | London Scottish       | 22     | 10    | 0      | 12    | 456:610       | − 154 | 8             | 45 1             |
| 09. | Plymouth Albion       | 22     | 7     | 0      | 15    | 419:518       | − 99  | 12            | 40               |
| 10. | Moseley RFC           | 22     | 6     | 1      | 15    | 377:542       | − 165 | 7             | 33               |
| 11. | Jersey Reds (P)       | 22     | 6     | 0      | 16    | 385:595       | − 210 | 7             | 31               |
| 12. | Doncaster RFC         | 22     | 3     | 1      | 18    | 364:592       | − 228 | 9             | 23               |

1 London Scottish erhielt einen Abzug von drei Punkten wegen des Einsatzes eines nicht zugelassenen Spielers.
Die Punkte wurden wie folgt verteilt:
- 4 Punkte bei einem Sieg
- 2 Punkte bei einem Unentschieden
- 0 Punkte bei einer Niederlage (vor möglichen Bonuspunkten)
- 1 Bonuspunkt für vier oder mehr Versuche, unabhängig vom Endstand
- 1 Bonuspunkt bei einer Niederlage mit sieben oder weniger Punkten Unterschied

### Playoff
Halbfinale
| 4. Mai 2013 | Bedford Blues | 26 : 17 | Nottingham RFC | Goldington Road, Bedford |
| 4. Mai 2013 |               |         |                | Goldington Road, Bedford |

| 6. Mai 2013 | Leeds Carnegie | 24 : 19 | Newcastle Falcons | Headingley Stadium, Leeds |
| 6. Mai 2013 |                |         |                   | Headingley Stadium, Leeds |

| 11. Mai 2013 | Nottingham RFC | 21 : 23 | Bedford Blues | Meadow Lane, Nottingham |
| 11. Mai 2013 |                |         |               | Meadow Lane, Nottingham |

| 12. Mai 2013 | Newcastle Falcons | 15 : 6 | Leeds Carnegie | Kingston Park, Newcastle upon Tyne |
| 12. Mai 2013 |                   |        |                | Kingston Park, Newcastle upon Tyne |

Finale
| 23. Mai 2013 | Bedford Blues | 9 : 18 | Newcastle Falcons | Goldington Road, Bedford |
| 23. Mai 2013 |               |        |                   | Goldington Road, Bedford |

| 29. Mai 2013 | Newcastle Falcons | 31 : 24 | Bedford Blues | Kingston Park, Newcastle upon Tyne |
| 29. Mai 2013 |                   |         |               | Kingston Park, Newcastle upon Tyne |